# Harobande, Chik Ballapur
Harobande là một làng thuộc tehsil Chik Ballapur, huyện Kolar, bang Karnataka, Ấn Độ.